# Kensington, New York
Kensington är en ort i Nassau County i delstaten New York, USA.